# A ház, amit Jack épített
A ház, amit Jack épített (eredeti cím: The House That Jack Built) 2018-ban bemutatott horrorfilm, melyet Lars von Trier rendezett. A főszerepben Matt Dillon, Bruno Ganz, Uma Thurman, Siobhan Fallon Hogan, Sofie Gråbøl, Riley Keough és Jeremy Davies látható. 
A filmet a cannes-i filmfesztiválon mutatták be. A kritikusoktól összességében vegyes kritikákat kapott.

## Cselekmény
Jack (Matt Dillon) sorozatgyilkos, aki az 1970-es és 1980-as években több gyilkosságot is elkövetett Washingtonban.

## Szereplők
- Matt Dillon: Jack 
  - Emil Tholstrup: fiatal Jack
- Bruno Ganz: Vergilius
- Uma Thurman: egyes számú hölgy
- Siobhan Fallon Hogan: Claire Miller - kettes számú hölgy
- Sofie Gråbøl: hármas számú hölgy
- Riley Keough: Jacqueline
- Jeremy Davies: Al[2]
- Jack McKenzie: Sonny
- Mathias Hjelm: Glenn
- Edward Speleers: Ed - kettes számú rendőr
- Marijana Jankovic: Kelly Miller – diák
- Carina Skenhede: Susan Hanson – öregasszony
- Rocco Day: Grumpy
- Cohen Day: George
- Robert Jezek: négyes számú rendőr
- Osy Ikhile: katona
- Christian Arnold: férfi
- Yu Ji-tae: férfi[3][4]
- Johannes Kuhnke: férfi
- Jerker Fahlström: férfi
- David Bailie: S.P.[5]
- Robert G. Slade: Rob
- Vasilije Mujka: kaszás ember

## Fogadtatás
A film megosztotta a kritikusokat, és "2018 legextrémebb és legbotrányosabb horrorfilmjének" nevezték. A Metacritic honlapján 42 pontot szerzett a százból, 29 kritika alapján.
Az IndieWire kritikusa, Eric Kohn "vad műalkotásnak" nevezte. A BBC.com kritikusa, Nicolas Barber négy ponttal értékelte a maximális ötből.